# Ахіллейон (Фессалія)
Ахіллейон — поселення епохи раннього неоліту у Фессалії (сучасна Греція). Поселення частково розкопала Марія Ґімбутас, яка заявила, що в ході розкопок виявила шари епохи докерамічного неоліту. Подібні висновки були зроблені під час розкопок Арґісса-Маґула. Одначе її інтерпретація заперечується через невеликий обсяг розкопок.